# Ifrane Atlas Saghir
Ifrane Atlas Saghir (franska: Ifrane Atlas Saghir (CR), Ifrane Atlas Saghir (Commune Rurale), arabiska: إفران الأطلس الصغير) är en kommun i Marocko.   Den ligger i provinsen Guelmim och regionen Guelmim-Oued Noun, i den centrala delen av landet, 600 km söder om huvudstaden Rabat. Antalet invånare är 11 950.